# USS John Q. Roberts (APD-94)
USS John Q. Roberts (APD-94) là một tàu vận chuyển cao tốc lớp Crosley, nguyên được cải biến từ chiếc DE-235, một tàu hộ tống khu trục lớp Rudderow, và đã phục vụ cùng Hải quân Hoa Kỳ trong Chiến tranh Thế giới thứ hai. Nó là chiếc tàu chiến duy nhất của Hải quân Hoa Kỳ được đặt cái tên này, theo tên Thiếu úy Hải quân John Quincy Roberts (1914-1942), phi công từng phục vụ cùng Liên đội Tuần tiễu VS-6 trên tàu sân bay Enterprise (CV-6), đã mất tích trong chiến đấu trong Trận Midway vào ngày 5 tháng 6, 1942 và được truy tặng Huân chương Chữ thập Hải quân. Nó đã phục vụ cho đến khi chiến tranh kết thúc, xuất biên chế năm 1946, rồi cuối cùng bị bán để tháo dỡ vào năm 1960.

## Thiết kế và chế tạo
Thiết kế của lớp Crosley dựa trên việc cải biến lớp tàu hộ tống khu trục Rudderow. Cấu trúc thượng tầng con tàu được mở rộng, đồng thời tháo dỡ bớt vũ khí trang bị để lấy chỗ bố trí nơi nghỉ cho 162 binh lính được vận chuyển cùng khoảng 40 tấn trang bị. Hệ thống động lực tương tự như với các lớp Buckley và Rudderow; là kiểu động cơ turbine-điện General Electric, cung cấp điện năng cho mô-tơ điện để dẫn động hai trục chân vịt.
Dàn vũ khí được giữ lại bao gồm một khẩu pháo 5 inch (130 mm)/38 cal bố trí một phía trước mũi; ba khẩu đội pháo phòng không Bofors 40 mm nòng đôi và sáu pháo phòng không Oerlikon 20 mm; vũ khí chống ngầm gồm hai đường ray Mk. 9 để thả mìn sâu. Thủy thủ đoàn đầy đủ bao gồm 15 sĩ quan và 168 thủy thủ; và con tàu được bố trí tiện nghi để vận chuyển 12 sĩ quan cùng 150 binh lính đổ bộ.
John Q. Roberts được đặt lườn như là chiếc DE-235 tại Xưởng hải quân Charleston ở Charleston, South Carolina vào ngày 15 tháng 11, 1943. Nó được hạ thủy vào ngày 11 tháng 2, 1944, được đỡ đầu bởi bà Deany Roberts Garner, mẹ của Thiếu úy Garner. Đang khi được hoàn thiện, con tàu được xếp lại lớp như một tàu vận chuyển cao tốc vào ngày 17 tháng 6, 1944, mang ký hiệu lườn mới APD-94, và nhập biên chế cùng Hải quân Hoa Kỳ vào ngày 8 tháng 3, 1945 dưới quyền chỉ huy của Hạm trưởng, Thiếu tá Hải quân R. N. Bavier, Jr.

## Lịch sử hoạt động
Sau khi hoàn tất việc chạy thử máy huấn luyện tại khu vực biển Caribe, John Q. Roberts tiếp tục thực hành huấn luyện đổ bộ ngoài khơi Hampton Roads, Virginia trong tháng 4, 1945. Chuẩn bị để được điều sang khu vực Mặt trận Thái Bình Dương, nó khởi hành từ Norfolk, Virginia vào ngày 7 tháng 5, và đi đến Trân Châu Cảng, Hawaii vào ngày 31 tháng 5. Con tàu huấn luyện phối hợp với các Đội phá hoại dưới nước (UDT: Underwater Demolition Team) cho đến khi khởi hành vào ngày 13 tháng 6 để hướng sang vịnh Leyte, Philippines. Trong những tuần lễ tiếp theo, nó hộ tống các đoàn tàu vận tải và tham gia các cuộc thực tập đổ bộ tại khu vực quần đảo Philippine nhằm chuẩn bị cho Chiến dịch Olympic, kế hoạch đổ bộ lên đảo Kyūshū. Tuy nhiên, Nhật Bản đã chấp nhận đầu hàng vào ngày 15 tháng 8, giúp chấm dứt vĩnh viễn cuộc xung đột. 
Khởi hành từ vịnh Leyte vào ngày 20 tháng 8, John Q. Roberts hộ tống một đoàn tàu vận tải đi sang Okinawa. Từ đây nó tham gia hộ tống các đoàn tàu đi lại giữa Okinawa và Nhật Bản, và đang có mặt tại Yokosuka khi buổi lễ ký kết văn kiện đầu hàng diễn ra trong vịnh Tokyo vào ngày 2 tháng 9. Con tàu tiếp tục làm nhiệm vụ vận chuyển binh lính và viên chức làm nhiệm vụ chiếm đóng cho đến ngày 17 tháng 12, khi nó đón lên tàu hành khách tại Nagoya cho chuyến đi quay trở về Hoa Kỳ. Sau hành trình đi ngang qua Eniwetok và Trân Châu Cảng, nó về đến San Pedro, California vào ngày 6 tháng 1, 1946. 
Rời San Pedro vào ngày 25 tháng 1, John Q. Roberts chuyển sang vùng bờ Đông, về đến Norfolk, rồi tiếp tục đi đến Green Cove Springs, Florida vào ngày 17 tháng 3. Nó được cho xuất biên chế vào ngày 30 tháng 5, 1946 và được đưa về Đội Florida trực thuộc Hạm đội Dự bị Đại Tây Dương. Tên nó được cho rút khỏi danh sách Đăng bạ Hải quân vào ngày 1 tháng 6, 1960, và con tàu bị bán vào ngày 16 tháng 12, 1960 hoặc 29 tháng 12, 1960 cho hãng B. F. Diamond Construction Company, Inc. tại Savannah, Georgia để tháo dỡ.

## Phần thưởng
Nguồn: Navsource Naval History
|  |  |  |
|  |  |  |

| Huân chương Chiến dịch Hoa Kỳ                 |                                      |                                         |
| Huân chương Chiến dịch Châu Á-Thái Bình Dương | Huân chương Chiến thắng Thế Chiến II | Huân chương Phục vụ Chiếm đóng Hải quân |